# هنریک فون هکلوم
هنریک فون هکلوم (هلندی: Hendrik van Heuckelum; ۶ مهٔ ۱۸۷۹ – ۲۸ آوریل ۱۹۲۹) بازیکن فوتبال اهل بلژیک بود.
وی به‌همراه تیم ملی فوتبال بلژیک به مقام سوم بازی‌های المپیک تابستانی ۱۹۰۰ رسیده‌است.